# Ráxa
Ráxa är en ort i Grekland.   Den ligger i prefekturen Trikala och regionen Thessalien, i den centrala delen av landet, 250 km nordväst om huvudstaden Aten. Ráxa ligger 143 meter över havet och antalet invånare är 673.
Terrängen runt Ráxa är platt åt sydväst, men åt nordost är den kuperad. Runt Ráxa är det tätbefolkat, med 735 invånare per kvadratkilometer. Närmaste större samhälle är Trikala, 6,4 km söder om Ráxa. Trakten runt Ráxa består till största delen av jordbruksmark.